# İlkay Gündoğan
İlkay Gündoğan (Gelsenkirchen, 24. listopada 1990.) je njemački nogometaš turskog podrijetla i nacionalni reprezentativac. Trenutno igra za Manchester City.

## Klupska karijera
2008. igrač je debitirao u seniorima VfL Bochuma da bi godinu potom zaigrao za Nürnberg. Nakon dvije sezone provedene u klubu, Gündoğan je 5. svibnja 2011. potpisao četverogodišnji ugovor za Borussiju Dortmund. S klubom je u sezoni 2011./12. osvojio Bundesligu i njemački kup.
2. lipnja 2016. prelazi iz Borussije Dortmund u Manchester City za 21 milijuna funti.

## Reprezentativna karijera
Nakon nastupa za njemačke U18, U19, U20 i U21 reprezentacije, Gündoğan je pozvan u seniorsku reprezentaciju u kolovozu 2011. uoči prijateljske utakmice protiv Brazila. Igrač nije ušao u igru tako da je za Njemačku debitirao 11. listopada 2011. u domaćoj 3:1 pobjedi protiv Belgije (kvalifikacije za EURO 2012.)
Prije tog debija za Elf, İlkay Gündoğan je imao mogućnost nastupanja za Tursku, domovinu njegovih roditelja, ali igrač se odlučio za Njemačku gdje se rodio.
U svibnju 2012. njemački izbornik Joachim Löw uveo je igrača na popis reprezentativaca za predstojeće Europsko prvenstvo u Ukrajini i Poljskoj.
Zbog ozljede je Gündoğan morao propustiti Europsko prvenstvo u Francuskoj. Tako je Gündoğan zbog ozljede propustio drugo veliko natjecanje zaredom, jer ga nije bilo ni na Svjetskom prvenstvu u Brazilu, kada je Njemačka osvojila naslov.